# Немильнянська сільська рада
Немильнянська сільська рада — колишня адміністративно-територіальна одиниця та орган місцевого самоврядування у Новоград-Волинському районі і Новоград-Волинській міській раді Волинської округи, Київської та Житомирської областей Української РСР з адміністративним центром у селі Немильня.

## Населені пункти
Сільській раді на час ліквідації були підпорядковані населені пункти:
- с. Немильня

## Населення
Кількість населення ради, станом на 1931 рік, становила 1 036 осіб.

## Історія та адміністративний устрій
Створена 18 грудня 1928 року в с. Немильня Тальківської сільської ради Новоград-Волинського району Волинської округи. 1 червня 1935 року, відповідно до постанови Президії Верховної ради Української РСР «Про порядок організації органів радянської влади в новоутворених округах», передана до складу Новоград-Волинської міської ради Київської області.
Станом на 1 вересня 1946 року сільська рада входила до складу Новоград-Волинської міської ради Житомирської області, на обліку в раді перебувало с. Немильня.
Ліквідована 11 серпня 1954 року, відповідно до указу Президії Верховної ради Української РСР «Про укрупнення сільських рад по Житомирській області», територію ради та с. Немильня приєднано до складу Тальківської сільської ради Новоград-Волинської міської ради Житомирської області.